# Lago de Sauvabelin
O Lago Sauvabelin é um lago artificial localizado na Floresta de Sauvabelin, junto à cidade de Lausanne, Suíça.
O governo de Lausanne autorizou a construção deste lago em 1888, sendo que o lago apresenta 150 metros de comprimento e 100 de largura e é alimentado por águas pluviais e do sistema de água da cidade de Lausanne. Este é um lugar procurado para a caminhada domingo Lausanne.